# Eleição municipal de Rio Branco em 1992
A eleição municipal de Rio Branco em 1992 ocorreu em 3 de outubro do mesmo ano. O prefeito Jorge Kalume (PDS) terminara seu mandato em 1 de janeiro do mesmo ano. Jorge Viana (PT), derrotado na eleição para governador em 1990, venceu a eleição.
Também participaram do pleito: Mauri Sérgio (PMDB), que mais tarde seria eleito em 1996; José Bestene (PDS), apoiado por Jorge Kalume; e Edvaldo Guedes (PTB).

## Resultado da eleição para prefeito
| Candidatos a prefeito | Candidatos a vice-prefeito | Número | Coligação                                      | Votos  | Válidos |
| --------------------- | -------------------------- | ------ | ---------------------------------------------- | ------ | ------- |
| Jorge Viana PT        | Regina Lino PSDB           | 13     | Frente Popular (PT, PCdoB, PPS, PSDB, PDT, PV) | 28.203 | 36,96%  |
| Mauri Sérgio PMDB     |                            | 15     | Coligação (PMDB, PTR, PL, PFL, PDC)            | 26.033 | 34,12%  |
| José Bestene PDS      |                            | 11     | Coligação (PDS, PSC, PMN, PRN)                 | 18.468 | 24,20%  |
| Edvaldo Guedes PTB    | - PTB                      | 14     | PTB (sem coligação)                            | 3.597  | 3.597   |
| Referências:          |                            |        |                                                |        |         |